# Serge Brammertz
Serge Brammertz (Eupen, 17 febbraio 1962) è un magistrato belga, è attualmente il procuratore del Tribunale penale internazionale per l'ex-Jugoslavia.

## Carriera
Brammertz è stato sostituto procuratore del Tribunale penale internazionale dal 2002-2007. Egli era un procuratore federale in Belgio 1997-2002 e assisté il Consiglio d'Europa in qualità di esperto con il compito di "istituire un meccanismo di valutazione e l'applicazione a livello nazionale degli impegni internazionali in materia di lotta contro la criminalità organizzata". Egli ha anche servito in commissione Giustizia e Affari interni della Commissione europea e per l'Organizzazione Internazionale per le Migrazioni, conducendo ricerche sulla tratta degli esseri umani e la corruzione transfrontaliera in Europa centrale e nei Balcani.
Il 11 gennaio 2006 il Segretario generale dell'ONU Kofi Annan lo ha nominato capo della Commissione internazionale d'inchiesta sull'omicidio dell'ex primo ministro libanese Rafiq Hariri. Come tale, egli sostituisce Detlev Mehlis, che ha lasciato nel gennaio 2006.
Il 1º gennaio 2008, senza aver concluso l'inchiesta, Brammertz si dimise dal UNIIIC per succedere a Carla Del Ponte come procuratore per il Tribunale penale internazionale per l'ex-Jugoslavia.
Brammertz è stato anche professore di diritto all'Università di Liegi; di madrelingua tedesca, parla fluentemente olandese, francese e inglese inoltre è un membro della minoranza di lingua tedesca del Belgio orientale.